# سيرجيو (لاعب كرة قدم)
سيرجيو (بالبرتغالية: Serjão‏) هو لاعب كرة الصالات ‏ ولاعب كرة قدم برازيلي وأذربيجاني، ولد في 18 سبتمبر 1979 في ريو دي جانيرو في البرازيل. لعب مع نادي برشلونة لكرة القدم داخل الصالات.

## وصلات خارجية
- سيرجيو (لاعب كرة قدم) على موقع الاتحاد الأوربي (الإنجليزية)